# Tomás Vallejos Cinalli
Pour les articles homonymes, voir Vallejos.

a Compétitions nationales et continentales officielles uniquement.

b Matchs officiels uniquement.
Dernière mise à jour le 24 avril 2020.
Tomás Vallejos Cinalli, né le 16 octobre 1984 à Rosario (Argentine), est un joueur de rugby à XV, évoluant au poste de deuxième ligne. Il est international argentin depuis 2011.

## Biographie

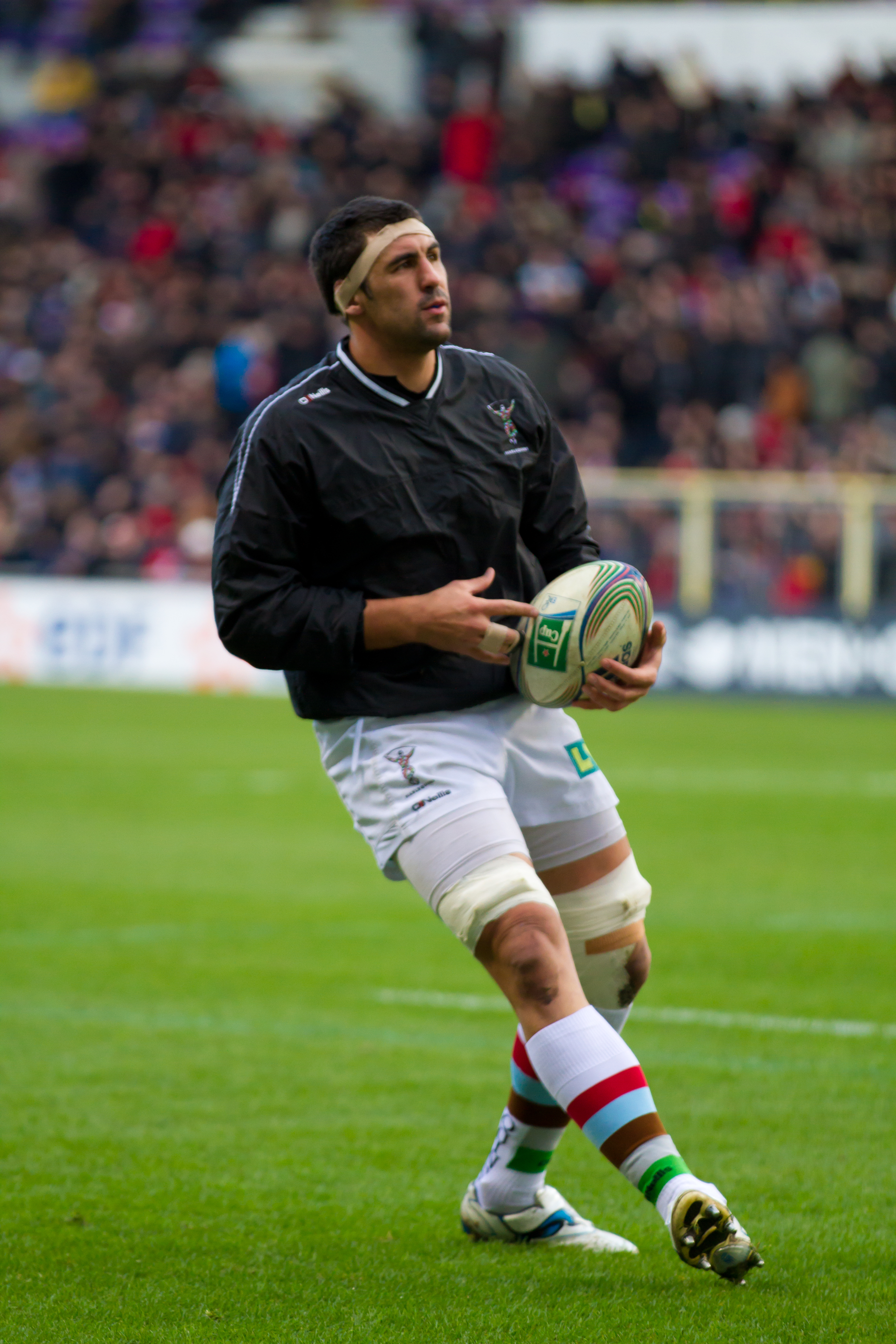
Tomás Vallejos Cinalli en échauffement avant le match de H-Cup contre le Stade toulousain le 18 décembre 2011

Tomás Vallejos Cinalli commence le rugby dans le club du Logaritmo RC fondé par son grand-père et où ses parents se sont rencontrés. En 2007, il rejoint l'Italie avec un contrat d'un an pour Rugby Parme, pour évoluer dans le championnat italien. Le club prolonge son contrat de deux ans, il rejoint finalement le club anglais des Harlequins ; il y fait un essai d'une semaine, signe pour six mois début 2010 puis son contrat est renouvelé pour deux ans au début de la saison 2010-2011. Avec son club, il parvient en demi-finale du championnat anglais 2010-2011, s'inclinant 20 à 21.
Au mois de mars 2011, Tomás Vallejos Cinalli est retenu dans un groupe de 30 joueurs pour une préparation avec l'équipe d'Argentine. Convoqué à nouveau en mai pour une rencontre contre les Barbarians français, la fédération anglaise de rugby à XV s'y oppose et refuse de libérer les joueurs argentins, la date ne figurant pas dans le calendrier international. Il est ensuite retenu dans un groupe de trente joueurs pour la préparation de la Coupe du monde mais ne dispute aucun test match. Le 11 août 2011, il fait partie de la liste définitive des trente joueurs retenus pour la Coupe du monde par Santiago Phelan. Il y dispute sa première rencontre sous le maillot argentin lors du match de poule contre les Géorgiens, mais c'est là l'unique match de la compétition auquel il prend part.
De retour en Angleterre, il remporte le championnat anglais 2012 avec les Harlequins même s'il ne dispute pas la phase finale. Il quitte alors le club londonien et s'engage avec la province galloise des Llanelli Scarlets. Il y reste à peine une saison complète car début 2013, il rejoint le club argentin du Pampas XV pour disputer la Vodacom Cup. Puis, il rejoint le Japon pour disputer la Top League avec les West Red Sparks.
Il joue ensuite avec le club italien de Trévise. En 2015, il joue en début de saison avec le Stade français en tant que joker coupe du monde, puis rejoint debut octobre le club de Provence rugby. Il rejoint, à l'été 2016, l'Union sportive olympique nivernaise, ambitieux club de Fédérale 1.

## Palmarès
- Vainqueur du championnat d'Angleterre en 2012

## Statistiques

### En équipe nationale
Tomás Vallejos Cinalli compte six sélections avec l'équipe d'Argentine, toutes en tant que remplaçant, depuis son premier match disputé le 2 octobre 2011 face à l'équipe de Géorgie.
Il participe à une édition du Rugby Championship, en 2012.
Il participe à une édition de la coupe du monde, en 2011, où il joue contre la Géorgie.